# The Ocean
The Ocean (originalmente conhecida como The Ocean Collective) é uma banda alemã de heavy metal fundada no início de 2000 pelo guitarrista Robin Staps.

## Biografia
Diversos músicos passaram pela banda até que uma formação estável fosse estabelecida. Em julho de 2002, o The Ocean realizou seu primeiro concerto em Berlim. Logo depois, a banda lançou de forma independente sua primeira demo, Islands/Tides. No ano seguinte a banda assinou com a Make My Day Records, que lançou Fogdiver, um EP composto por cinco músicas instrumentais.
O segundo álbum, Fluxion, foi lançado em agosto de 2004. Após assinarem com a Metal Blade Records em 2005, todas as músicas restantes da sessão anterior foram lançadas no álbum Aeolian. Fluxion e Aeolian haviam sido originalmente planejados como um CD duplo, com uma parte leve e outra pesada.
No final de 2007 lançam um álbum duplo, intitulado Precambrian. Em abril de 2008 o The Ocean embarcou em uma turnê pela Europa e América do Norte com bandas como Intronaut, Opeth e At The Gates. Em 2009 foi anunciado que o vocalista Mike Pilat estava deixando a banda por motivos pessoais.

## Formação
- Robin Staps (guitarra) (2000-presente)
- Loïc Rossetti (vocal) (2009-presente)
- Paul Seidel (bateria) (2013-presente)
- Mattias Hagerstrand (baixo) (2015-presente)